# Hradisko
Hradisko (allemand : Kuntshöfchen ) est un village de Slovaquie situé dans la région de Prešov.

## Histoire
Première mention écrite du village en 1264.

## Démographie

### Évolution de la population
| Année:               | 1994. | 2004.    | 2014.   | 2024.   |
| -------------------- | ----- | -------- | ------- | ------- |
| Nombre de personnes: | 113   | 101      | 99      | 98      |
| Différence:          |       | -10,61 % | -1,98 % | -1,01 % |

| Année:               | 2023. | 2024. |
| -------------------- | ----- | ----- |
| Nombre de personnes: | 98    | 98    |
| Différence:          |       | +0 %  |